# Charles Bugbee
Charles G. Bugbee (ur. 29 sierpnia 1887 w Stratford, zm. 18 października 1959 w Edgware) – brytyjski piłkarz wodny, dwukrotny mistrz olimpijski.
Na igrzyskach olimpijskich w 1912 w Sztokholmie zdobył złoty medal w piłce wodnej. Drużyna brytyjska obroniła tytuł 8 lat później w Antwerpii. Na igrzyskach olimpijskich w 1924 w Paryżu, reprezentacja Wielkiej Brytanii odpadła w I rundzie zajmując 10. miejsce.